# Morte de Rey Rivera
Em 24 de maio de 2006, o corpo de Rey Rivera, um escritor financeiro e assistente técnico de polo aquático, foi encontrado sem vida dentro do histórico Hotel Belvedere no bairro de Mount Vernon em Baltimore, Maryland, nos Estados Unidos. Embora o evento tenha sido considerado como provável suicídio pelo Departamento de Polícia de Baltimore, as circunstâncias da morte de Rivera são misteriosas e controversas.

## Contexto

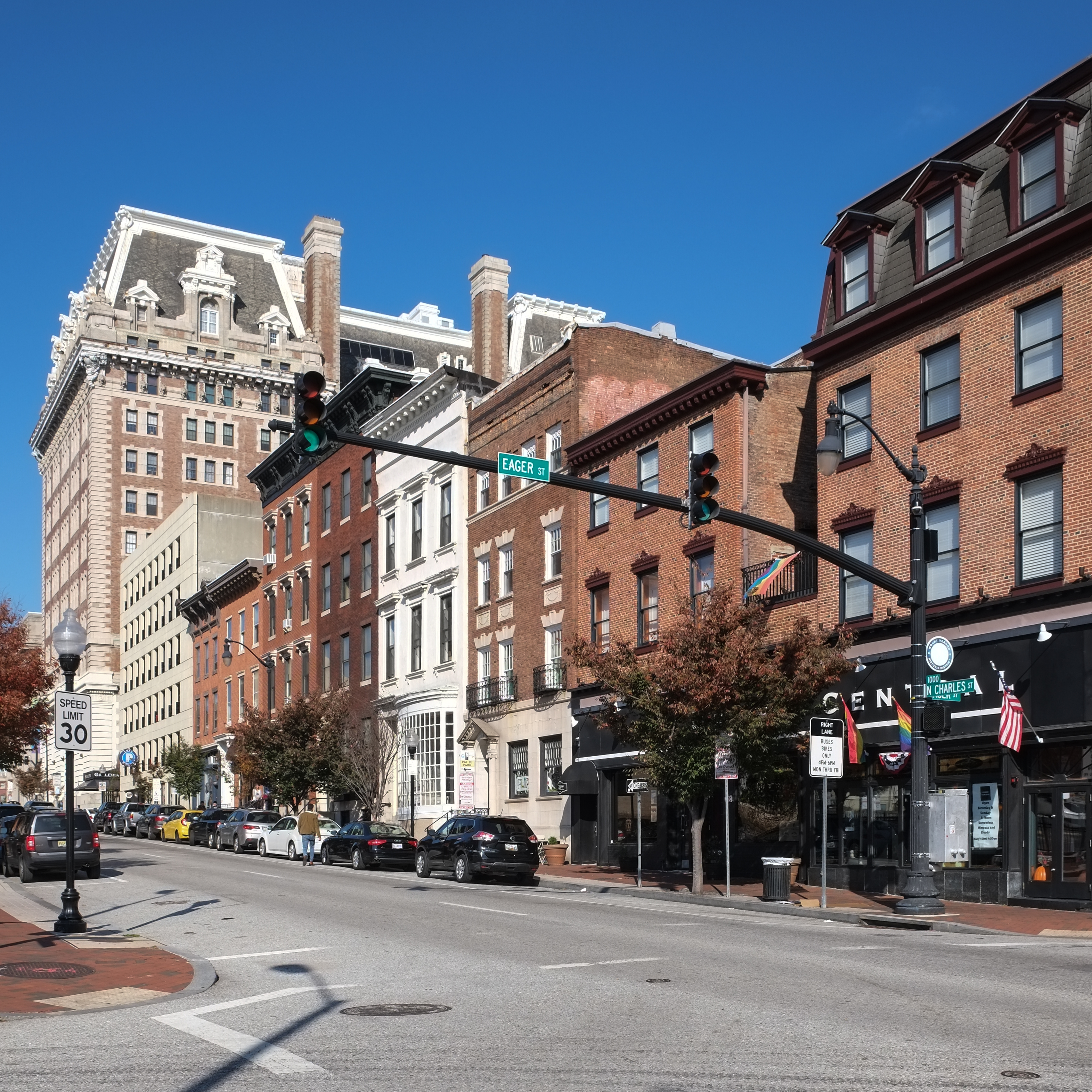
O carro de Rivera foi encontrado atrás desse quarterão da Charles Street. O Hotel Belvedere é o edifício mais alto, estando no canto superior esquerdo.

Rey Omar Rivera nasceu em 10 de junho de 1973, filho de Angel e Maria Rivera. No momento de seu desaparecimento, Rivera era um escritor financeiro de 32 anos da Stansberry & Associates, voltada a pesquisa de investimentos. Rivera e sua esposa Allison haviam se mudado da Califórnia a Baltimore para trabalhar para seu amigo de longa data, Porter Stansberry, como escritor e cinegrafista da empresa de investimentos de Stansberry. Antes de Rivera se mudar para Baltimore, a Stansberry & Associates foi condenada e multada pela Comissão de Valores Mobiliários dos EUA por divulgar informações falsas sobre ações e fraudar potenciais investidores através do boletim da empresa publicado sobre a guarda da rede de investidores The Agora.

## Desaparecimento
Rivera desapareceu de sua residência em 16 de maio de 2006, após receber uma ligação  dos escritórios da Stansberry, de acordo com uma visita que estava na casa de Rivera no momento. Após vários dias procurando pistas sobre o paradeiro de Rivera, sua família encontrou seu carro localizado em um estacionamento na Saint Paul Street, em Mount Vernon, um bairro quase na área central de Baltimore, próximo de seu local de trabalho. Os colegas de trabalho de Rivera foram para o topo de um edifício-garagem perto de onde o carro foi descoberto e notaram um buraco no teto da ala sul do Hotel Belvedere. A polícia logo descobriu o corpo parcialmente decomposto de Rivera dentro da sala de conferências através do buraco do telhado.

## Investigação
Quando a polícia começou a analisar o caso, vários aspectos entraram em conflito com a explicação mais provável de Rivera pulando do telhado principal do Hotel Belvedere. Em parte devido que a partir do telhado de mansarda do hotel, havia uma distância horizontal considerável entre a torre do hotel e a localização do buraco no telhado inferior, uma distância que dificilmente teria sido alcançada por uma pessoa pulando do topo da torre. Uma teoria complementar é que Rivera pode ter pulado de uma borda vários andares abaixo do telhado, mas teria sido difícil para Rivera acessar a borda a partir de condomínios e escritórios particulares que tinham janelas para a borda.
As evidências encontradas no local deixou ainda mais complexo o caso. Os óculos e o celular de Rivera foram encontrados relativamente intactos no telhado inferior, perto do buraco. Como as circunstâncias em torno do incidente não são claras, o médico legista assinalou a morte de Rivera como inconclusiva.
Depois que o corpo de Rivera foi encontrado, a Stansberry & Associates postulou uma ordem de silêncio a seus funcionários, impedindo a polícia de realizar entrevistas sobre a morte do ex-funcionário. Com o intuito de procurar evidências na casa, Allison encontrou uma anotação atrás do computador de seu ex-marido. A anotação confusa incluía os nomes de figuras famosas de Hollywood, citações da Maçonaria e divagações suplementares. O FBI analisou o papel e assegurou que não era de natureza suicida. A polícia logo se afastaria de sua investigação sobre o caso, depois de decidir a morte de Rivera como um provável suicídio.

## Mídia
An Unexplained Death (2018), escrita por Mikita Brottman, analisou o caso Rivera. O caso também é exposto no primeiro episódio da nova versão de Unsolved Mysteries (no Brasil: Mistérios sem solução), incluído no Netflix em julho de 2020.